# جنبش نازارین

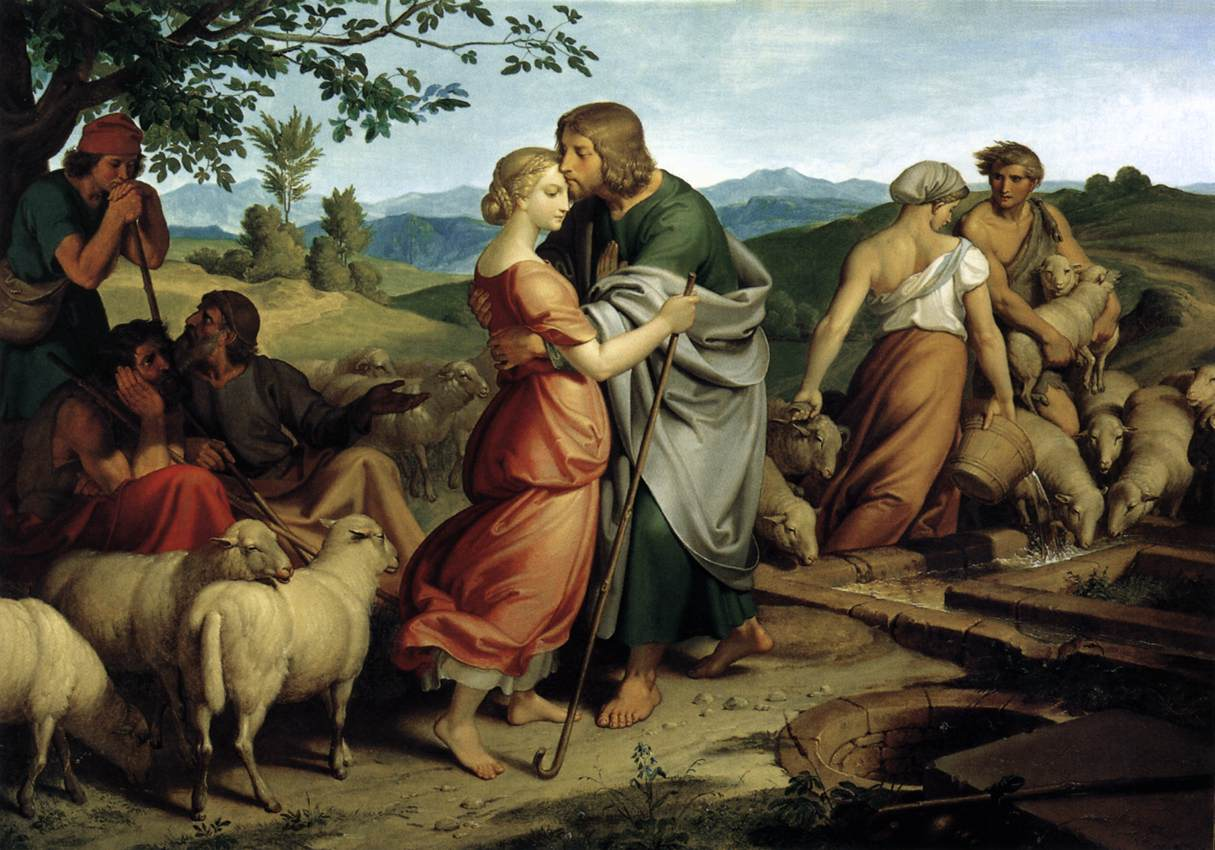
در مواجهه یعقوب با راشل با گله پدرش (۱۸۳۶)، جوزف فون فوریچ تلاش می‌کند تا حال و هوای پروجینو و رافائل را دوباره به دست آورد (نگارخانه کاخ بلودر، وین)

جنبش نازارین یا ناصری‌ها توسط تعدادی از نقاشان رمانتیک آلمانی که در سال ۱۸۰۹ در وین گرد هم آمدند و «انجمن اخوت لوقا قدیس» را تشکیل دادند شروع شد، یک سال بعد اینان به صومعه ایزیدور در حوالی رم نقل مکان کرده و گروه ناصری‌ها را رسماً تشکیل دادند. هدف آنها احیای هنر دینی بر اساس آثار دورر، میکل آنژ، پروجینو و رافائل بود.